# Hovik Keuchkerian
Hovik Keuchkerian Burgui (Beirut, Líbano, 14 de noviembre de 1972) es un actor, escritor,  y exboxeador armeniolibanés con nacionalidad española.

## Biografía
Nació en la capital del Líbano, Beirut. En 1975, cuando tenía tres años y debido a la guerra civil libanesa, sus padres decidieron emigrar a España. 
Se crio en Alpedrete y comenzó trabajando como camarero en el restaurante de su padre. A los 20 años se mudó a Madrid y en 1995 abrió su propio gimnasio, el HK, ubicado en el barrio de Hortaleza en Madrid. El HK cerró sus puertas definitivamente en diciembre de 2015.
Keuchkerian es un ex boxeador. Se convirtió en boxeador y fue dos veces Campeón de España de los Pesos Pesados. Tras abandonar el boxeo, inició una nueva carrera como monologuista y escritor (ha publicado cuatro libros), el último de ellos titulado Resiliente. Su interpretación de un entrenador de boxeo en la película Scorpion in Love del 2013 le valió una nominación al Premio Goya como Mejor Actor Revelación.

## Trayectoria deportiva
Debido a una lesión en el tobillo cuando practicaba baloncesto, Keuchkerian comenzó a hacer deporte de combate, concretamente kick boxing. Resultó vencedor en el campeonato nacional de kick boxing en 1996 y al año siguiente, ganador del campeonato amateur de España de boxeo en la categoría de peso pesado. En 1999 se convirtió en profesional. Keuchkerian se proclamó campeón de España de boxeo en la categoría de pesos pesados en el año 2003 contra David Blanco, revalidando su título en 2004 contra Marcelo Ferreira. A finales de ese año, y desencantado con la organización profesional de su deporte, se retiró con un registro de 16 victorias (15 por KO) y una derrota.

### Récord profesional
| 16 Ganadas (15 nocauts, 1 decisión), 1 Derrotas (1 nocaut), 0 Empates |        |                             |      |        |            |                                                                     |                                           |
| Res.                                                                  | Récord | Rival                       | Tipo | Asalto | Día        | Lugar                                                               | Notas                                     |
| Victoria                                                              | 16–1   | Tony Booth                  | KO   | 1 (8)  | 11/12/2004 | Madrid, España                                                      |                                           |
| Victoria                                                              | 15–1   | Marcelo Ferreira dos Santos | TKO  | 3 (10) | 05/06/2004 | Madrid, España                                                      | Retiene título nacional peso pesado.      |
| Victoria                                                              | 14–1   | Ralf Packheiser             | TKO  | 1 (8)  | 28/02/2004 | Hotel Auditorium, Madrid, España                                    |                                           |
| Victoria                                                              | 13–1   | Joseph Akhasamba            | TKO  | 3 (6)  | 18/10/2003 | Hotel Auditorium, Madrid, España                                    |                                           |
| Victoria                                                              | 12–1   | David Blanco                | TKO  | 5 (10) | 21/06/2003 | Polideportivo Manuel Cadenas, Leganés, Madrid, España               | Gana título nacional vacante peso pesado. |
| Victoria                                                              | 11–1   | Frantisek Vasak             | KO   | 2 (4)  | 26/04/2003 | Madrid, España                                                      |                                           |
| Victoria                                                              | 10–1   | Donovan Luff                | KO   | 3 (6)  | 27/11/2002 | Hilton Hotel, Mayfair, Londres, Reino Unido                         |                                           |
| Victoria                                                              | 9–1    | Taker Charlemagne           | UD   | 6      | 23/12/2001 | Móstoles, Madrid, España                                            |                                           |
| Victoria                                                              | 8–1    | Daniel Jerling              | TKO  | 5 (6)  | 11/12/1999 | Ciudad Real, Castilla-La Mancha, España                             |                                           |
| Victoria                                                              | 7–1    | Frantisek Sumina            | KO   | 1 (6)  | 02/11/1999 | Ciudad Real, Castilla-La Mancha, España                             |                                           |
| Derrota                                                               | 6–1    | Thierry Guezouli            | KO   | 2 (6)  | 14/05/1999 | Plaza de Toros La Cubierta, Leganés, Madrid, España                 |                                           |
| Victoria                                                              | 6–0    | Marcus Hurbanic             | TKO  | 1 (6)  | 30/04/1999 | Leganés, Madrid, España                                             |                                           |
| Victoria                                                              | 5–0    | Jozef Balogh                | KO   | 1 (6)  | 09/04/1999 | Madrid, España                                                      |                                           |
| Victoria                                                              | 4–0    | Frantisek Sumina            | TKO  | 1 (6)  | 19/03/1999 | Complejo Deportivo Municipal Mar Bella, Barcelona, Cataluña, España |                                           |
| Victoria                                                              | 3–0    | Claudiu Musat               | KO   | 1 (6)  | 05/03/1999 | Madrid, España                                                      |                                           |
| Victoria                                                              | 2–0    | Marcos Lorente              | KO   | 3      | 13/06/1998 | Leganés, Madrid, España                                             |                                           |
| Victoria                                                              | 1–0    | Taker Charlemagne           | TKO  | 4      | 21/04/1998 | Leganés, Madrid, España                                             | Debut profesional.                        |

## Trayectoria artística
A pesar de ser deportista de élite, sólo alcanzó cierta popularidad cuando, en 2010, grabó el monólogo para el canal de entretenimiento Paramount Comedy, Cocretas, fragmento desde el que construiría su espectáculo para teatros Un mendigo con zapatos de algodón, que tuvo en cartel durante tres temporadas en la Gran Vía madrileña (2011-2013). Al mundo de la comedia llegó un poco por casualidad, pues tras una vida contando chistes para sus amigos, un día uno de estos amigos, el mago Jorge Blass, le invitó a subir al escenario para hacer un breve monólogo en una actuación en la sala Galileo Galilei de Madrid y allí fue donde encontró una motivación para hacer algo distinto. En 2010 fue incluido en el reparto de la serie Hispania, la leyenda (Bambú Producciones, y emitida en Antena 3) para interpretar a Sandro, herrero de la aldea hispana y mejor amigo de Viriato, protagonizado por Roberto Enríquez. Keuchkerian participó en las tres temporadas de la serie, apareciendo en un total de 20 capítulos. En esa misma época protagonizó su primer cortometraje, denominado Lost (Perdido), dirigido por Alberto Dorado, interpretando a un soldado de la ONU.
El éxito y los premios de Lost (Perdido), 17 en festivales españoles y otros 8 en certámenes internacionales, unido al nombre que poco a poco se fue haciendo como intérprete de su monólogo (con un texto que alternaba el humor con momentos de alta intensidad poética) hizo que Miguel Pita le llamara para participar en Tarde de fútbol, que se estrena en septiembre de 2011 y que ganaría el Gold Remi Award en el Festival Internacional de Cine WorldFest-Houston (EE. UU.). Tras esa incursión en el mundo del cine, llegaría la oportunidad de rodar dos cortometrajes con el director Jorge Dorado: El otro y Simón.
En 2012 apareció en Way Out, una pequeña producción para televisión con un papel secundario como guardaespaldas. Este año fue, además, un antes y un después en su carrera como actor al ser elegido para interpretar a Pedro, el dueño del gimnasio en el que Julián (Álex González, protagonista de la película) entrena con Carlomonte (Carlos Bardem) en Alacrán enamorado, segundo largometraje de ficción de Santiago Zannou (que en 2009 con su debut con El truco del manco había ganado el Goya al mejor director novel) y basada en la novela homónima de Carlos Bardem (coautor junto al director del guion de la película). Gracias a este papel, Keuchkerian consiguió una nominación al Goya como mejor actor revelación y en los premios del Círculo de Escritores Cinematográficos, y ganó el premio de la Unión de Actores (2014). En 2014 rodó su segundo largometraje, Los días no vividos, debut de Alfonso Cortés-Cavanillas como director, en el que interpretó a Charly, un camello en los últimos días antes del fin del mundo.
En 2013 ganó diferentes premios como intérprete por su participación en El otro y fue seleccionado para interpretar a Francisco Ramírez de Madrid, capitán artillero y consejero de los Reyes Católicos en la producción de Diagonal TV para RTVE Isabel. Su papel, inicialmente escrito con un mayor peso en las diferentes subtramas, perdió relevancia por ajustes en el guion y su participación se vio reducida a cuatro episodios. En ese año decidió dejar la interpretación de sus monólogos cómicos y centrarse en la producción de un poemario que acompañó con un disco de recitados producido por Yuri Méndez (Pájaro Sunrise), con la colaboración de Pedro Lopeh y Javier Jiménez, miembros de la Barrunto Bellota Band. Este disco, cuyo título es Resiliente, fue coeditado por Lovemonk Records y Léeme en octubre de 2014.
En 2013, además, participó en el rodaje de Mindscape, debut en el largometraje de Jorge Dorado. En dicha película interpreta a un barman y sus secuencias, rodadas en Barcelona, son con el protagonista del filme, Mark Strong. Pese a la conformidad del director con la interpretación de Hovik, sus planos fueron cortados en el montaje final realizado en Estados Unidos. También participó en Justi&Cía, su debut en un papel protagonista de un largometraje, dirigido por el zaragozano Ignacio Estaregui, compartiendo cartel con Álex Angulo (en el reparto también figuran otros actores conocidos como Antonio Dechent, Marta Larralde y Pablo Viña). La película es la historia de un minero, Justino (Keuchkerian) que pierde a su padre y hermano en un accidente de trabajo, cuyo responsable queda impune. En ese momento, Justino se encuentra con un jubilado (Álex Angulo) y juntos urden un plan para vengarse de todos los corruptos en España (el lema promocional de la película es «Tú lo has pensado, ellos lo han hecho»). A finales de noviembre y principios de diciembre de 2013, se embarcó en el rodaje de El club de los buenos infieles, dirigido por Lluís Segura, falso documental en el que cinco viejos amigos y su psiquiatra fundan un club singular. Keuchkerian interpreta a David, creador de El Club («El motor y alma de la institución. Publicista, canalla, inteligente y listo como el que más. Recién casado, cree que la única manera de mantener una pareja es viviendo una vida paralela secreta de infidelidad. Para él lo único que está mal de la infidelidad es ser pillado»). El reparto de la película incluyó a Fele Martínez, Raúl Fernández de Pablo, Adrián Lastra, Jordi Vilches, Juanma Cifuentes o Albert Ribalta. Hovik rodó además en 2014 Re-evolution, codirigida por David Sousa y Frederic Tort, en la que compartió cartel con Leandro Rivera, Óscar Jaenada, Gorka Otxoa, Luis Zahera y María Castro.
El 7 de noviembre de 2014 Hovik estrenó su carrera como actor dramático en el Teatro Palacio Valdés de Avilés, interpretando el monólogo Un obús en el corazón, basado en la novela Visage retrouvé del libanés Wajdi Mouawad y dirigido por el director Santiago Sánchez de L'Om Imprebís. Las críticas fueron excepcionales y en ellas se destaca como Keuchkerian "derrocha autenticidad y valentía sobre las tablas", "[posee] gran capacidad expresiva y un hipnótico estilo para llevar al espectador", o "dice el texto sin levantar la voz, con la delicadeza con la que llevamos la llama de un fósforo cuando hay corriente de aire, respetando el tono cómplice y cuasi confesional del relato".
Después de interpretar a Juan Martín Díez «el Empecinado», en el primer capítulo de la serie El Ministerio del Tiempo, Hovik volvió a participar en un proyecto televisivo, esta vez en The Night Manager una coproducción internacional con la participación de la televisión pública BBC, AMC (canal de televisión) e Ink Factory. La serie está basada en la novela homónima de John le Carré y fue dirigida por la ganadora en 2010 de un Óscar a la mejor película extranjera por Hævnen, Susanne Bier. La serie está protagonizada por Hugh Laurie y Tom Hiddleston. También participó en la adaptación cinematográfica del famoso videojuego Assassin's Creed.
En el año 2019, comienza su trayectoria en la serie La casa de papel de Netflix interpretando a Bogotá, uno de los integrantes de la banda de atracadores durante la tercera, cuarta y quinta temporada.

## Obra
No escribía para publicar. Mi primer libro cayó en manos de un amigo poeta y él se lo llevó a su editor y decidió que era lo suficientemente exótico, que un boxeador escribiese poesía, como para publicarlo. [...] No creo que para escribir haya que leer mucho. Para escribir, hay que escribir. [...] Escribir es libertad, es vivir. Y es lo que yo hago y encima tengo la suerte de que me publican.

Hovik Keuchkerian escribe desde el sentimiento textos poéticos directamente vinculados con las partes más líricas de su monólogo Un mendigo con zapatos de algodón. Hasta el momento ha publicado tres libros, el primer de ellos, Cartas desde el Palmar, fue escrito en la playa gaditana El Palmar de Vejer, es el más canónico en términos de escritura mientras que su segundo libro, Lokura, es experimental en su formato y aborda un viaje a través de la conciencia y los sueños en el que se tratan temas universales como la muerte, la vida, el placer o el sufrimiento. Cuatro años después edita Diarios y desvaríos, una colección de poemas, microrrelatos y aforismos en el que reflexiona sobre la condición humana en unos textos que entremezclan ternura, humor y sentido dramático. Este libro cuenta con las ilustraciones de Irene Lorenzo. En 2014 edita el que hasta ahora es su último libro, Resiliente, que en realidad es un libro-disco pues acompaña a sus textos con un CD en el que el recitado del autor se funde con la música compuesta por Yuri Méndez.
- Cartas desde el Palmar (Editorial Sinmar, 2005), poemario clásico.
- Lokura (Adeire, 2008), ensayo en prosa.
- Diarios y desvaríos (Léeme, 2012), relatos breves sobre vivencias propias.
- Resiliente (Léeme/Lovemonk, 2014), poemario musicado y producido por Yuri Méndez (Pájaro Sunrise).

## Filmografía

### Películas
| Año  | Película                         | Papel                                   | Dirección                         |
| ---- | -------------------------------- | --------------------------------------- | --------------------------------- |
| 2010 | Perdido (cortometraje)           | Soldado ONU                             | Alberto Dorado                    |
| 2011 | Tarde de fútbol (cortometraje)   | Asesino                                 | Miguel Pita                       |
| 2012 | El otro (cortometraje)           | Andrés                                  | Jorge Dorado                      |
| 2012 | Simón (cortometraje)             | Simón                                   | Jorge Dorado                      |
| 2012 | Los días no vividos              | Charly                                  | Alfonso Cortés-Cavanillas         |
| 2012 | Way Out (cortometraje)           | Guardaespaldas                          | Mario Pagano                      |
| 2013 | Nieulotne (Indeleble)            | José Vicente Sotogrande de la Sagra     | Jacek Borcuch                     |
| 2013 | Alacrán enamorado                | Pedro                                   | Santiago Zannou                   |
| 2013 | Mindscape                        | Barman (personaje eliminado en montaje) | Jorge Dorado y Occultum Luciferus |
| 2014 | Justi&Cia                        | Justino                                 | Ignacio Estaregui                 |
| 2015 | Thalion Ltd. (cortometraje)      | Cuatro                                  | Diego Arjona                      |
| 2016 | Toro                             | Antonio                                 | Kike Maíllo                       |
| 2016 | Hard Workers (cortometraje)      | Socio del gimnasio                      | Daniel Lobato                     |
| 2016 | Assassin's Creed                 | Ojeda                                   | Justin Kurzel                     |
| 2017 | El club de los buenos infieles   | David                                   | Lluís Segura                      |
| 2017 | Reevolution                      | Max Chatan                              | David Sousa Moreau                |
| 2018 | El hombre que mató a Don Quijote | Raúl                                    | Terry Gilliam                     |
| 2019 | 4 latas                          | Tocho                                   | Gerardo Olivares                  |
| 2022 | Rainbow                          | Diego Galán                             | Paco León                         |
| 2022 | Amerikatsi                       | Tigran                                  | Michael A. Goorjian               |
| 2023 | Un amor                          | Andreas                                 | Isabel Coixet                     |
| 2024 | El hoyo 2                        | Zamiatin                                | Galder Gaztelu-Urrutia            |

### Televisión
| Año           | Serie                    | Cadena/Plataforma | Papel                       | Notas        |
| ------------- | ------------------------ | ----------------- | --------------------------- | ------------ |
| 2010-2012     | Hispania, la leyenda     | Antena 3          | Sandro                      | 20 episodios |
| 2013          | Isabel                   | TVE               | Francisco Ramírez de Madrid | 4 episodios  |
| 2015          | El Ministerio del Tiempo | TVE               | El Empecinado               | 1 episodio   |
| 2015          | The Night Manager        | BBC One           | Tabby                       | 6 episodios  |
| 2017          | Snatch                   | Crackle           | Carlito Blanco              | 2 episodios  |
| 2019-2021     | La casa de papel         | Netflix           | Santiago López "Bogotá"     | 26 episodios |
| 2020          | Antidisturbios           | Movistar+         | Salvador Osorio             | 6 episodios  |
| 2022          | The Head                 | Mediapro          | Charlie                     | 6 episodios  |
| 2024-presente | Reina Roja               | Prime Video       | Jon Gutiérrez               | 7 episodios  |
| 2024          | Asalto al Banco Central  | Netflix           | Bernardo García             | 5 episodios  |
| 2025          | Matices                  | SkyShowtime       | Norman Graf                 | 8 episodios  |

### Videoclips
| Año  | Título     | Artista     |
| ---- | ---------- | ----------- |
| 2025 | Carpe Diem | Dani Martín |

## Premios y nominaciones
| Año  | Certamen                                                           | Categoría                                            | Película / Serie                             | Resultado |
| ---- | ------------------------------------------------------------------ | ---------------------------------------------------- | -------------------------------------------- | --------- |
| 2012 | XLII Festival de Cortometrajes de Alcalá de Henares                | A la mejor interpretación masculina                  | El otro                                      | Ganador   |
| 2013 | XIV Festival de Cine de Pamplona                                   | Premio Alternatif al mejor actor protagonista        | El otro                                      | Ganador   |
| 2013 | XXV Festival de Cortometrajes de Aguilar de Campoo                 | Actor protagonista                                   | El otro                                      | Ganador   |
| 2013 | XII Semana de Cortometrajes Catacumba - Godella                    | Actor protagonista                                   | El otro                                      | Ganador   |
| 2014 | LXV Premios del Círculo de Escritores Cinematográficos             | Actor revelación                                     | Alacrán enamorado                            | Nominado  |
| 2014 | XXVIII Premios Goya                                                | Actor revelación                                     | Alacrán enamorado                            | Nominado  |
| 2014 | XXIII Premios Unión de Actores                                     | Actor revelación                                     | Alacrán enamorado                            | Ganador   |
| 2014 | II Festival de Cortos Por Amor al Arte - La Coruña                 | Actor protagonista                                   | El otro                                      | Ganador   |
| 2014 | XXIII Muestra de Cine Internacional de Palencia                    | Premio a la mejor interpretación masculina           | El otro                                      | Ganador   |
| 2020 | X Edición del Festival Iberoamericano de Cortometrajes abc.es 2020 | Premio Personaje Audiovisual del año (Actor)         | Premio Personaje Audiovisual del año (Actor) | Ganador   |
| 2021 | XXVI Premio Cinematográfico José María Forqué                      | Premio Mejor Interpretación Masculina en Serie       | Antidisturbios                               | Ganador   |
| 2021 | VIII edición Premios Feroz                                         | Mejor Actor Protagonista de una Serie                | Antidisturbios                               | Ganador   |
| 2023 | LXXI Festival Internacional de Cine de San Sebastián               | Concha de Plata a la mejor interpretación de reparto | Un amor                                      | Ganador   |
| 2024 | XI edición de los Premios Feroz                                    | Mejor actor protagonista                             | Un amor                                      | Nominado  |
| 2024 | XXXVIII edición Premios Goya                                       | Mejor interpretación masculina protagonista          | Un amor                                      | Nominado  |